# James Hill (militaire)
Pour les articles homonymes, voir James Hill et Hill.
Stanley James Ledger « Speedy » Hill, né le 14 mars 1911 à Bath et mort le 16 mars 2006, est un officier britannique.
Il participe à la Seconde Guerre mondiale où il est le commandant de la 3e brigade parachutée liée à la 6e division aéroportée.
Il se distingue notamment lors de l'opération Tonga.

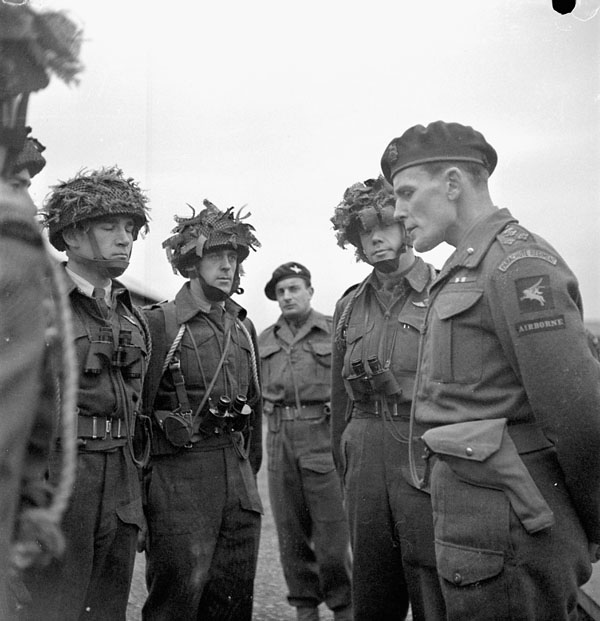
James Hill (à droite) avec des parachutistes canadiens en 1943.
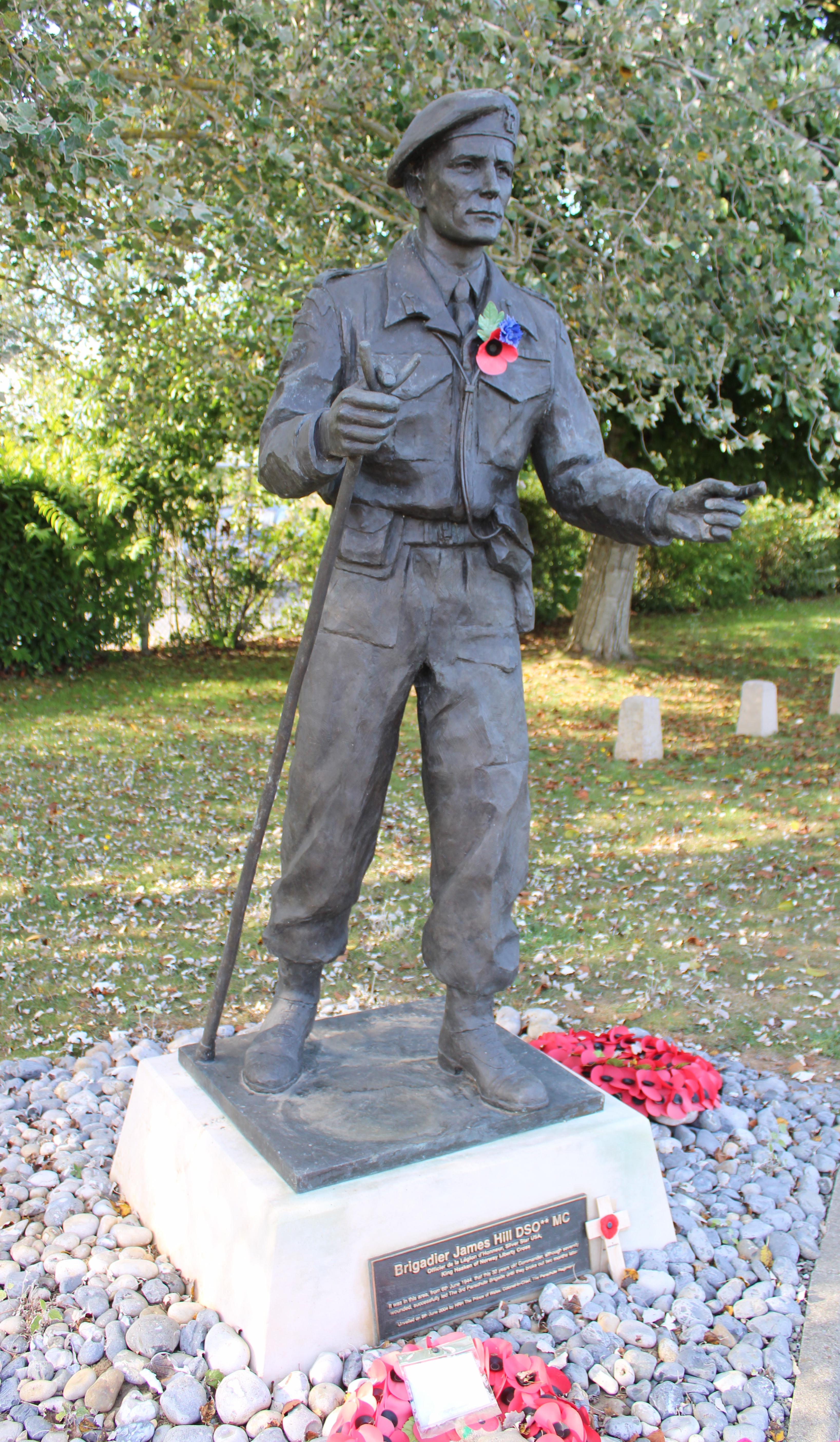
Hommage au brigadier James Hill au Mémorial Pegasus de Bénouville.